# Puig de Sa Morisca (Yacimiento arqueológico)

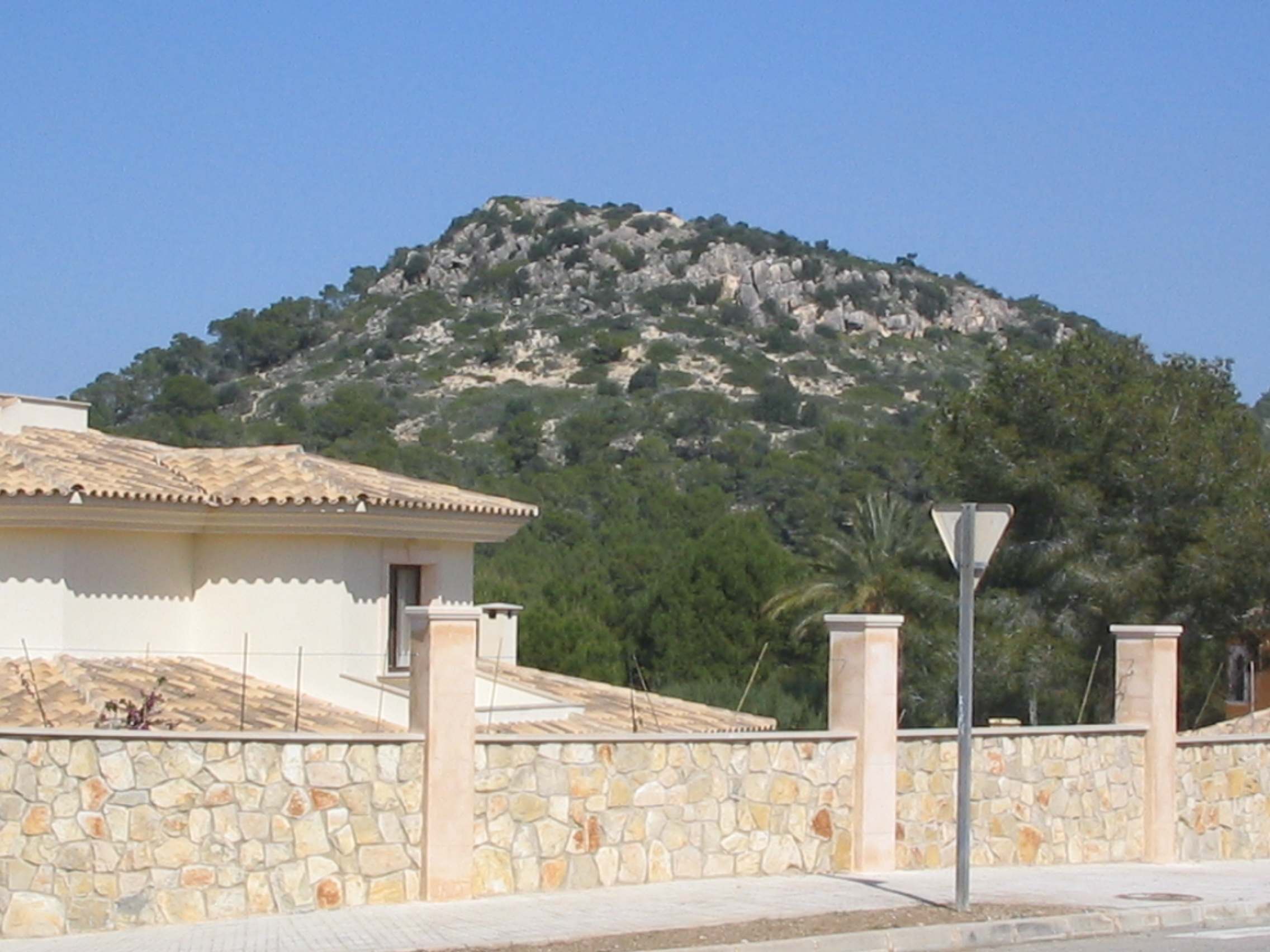
Montículo de la base del parque.

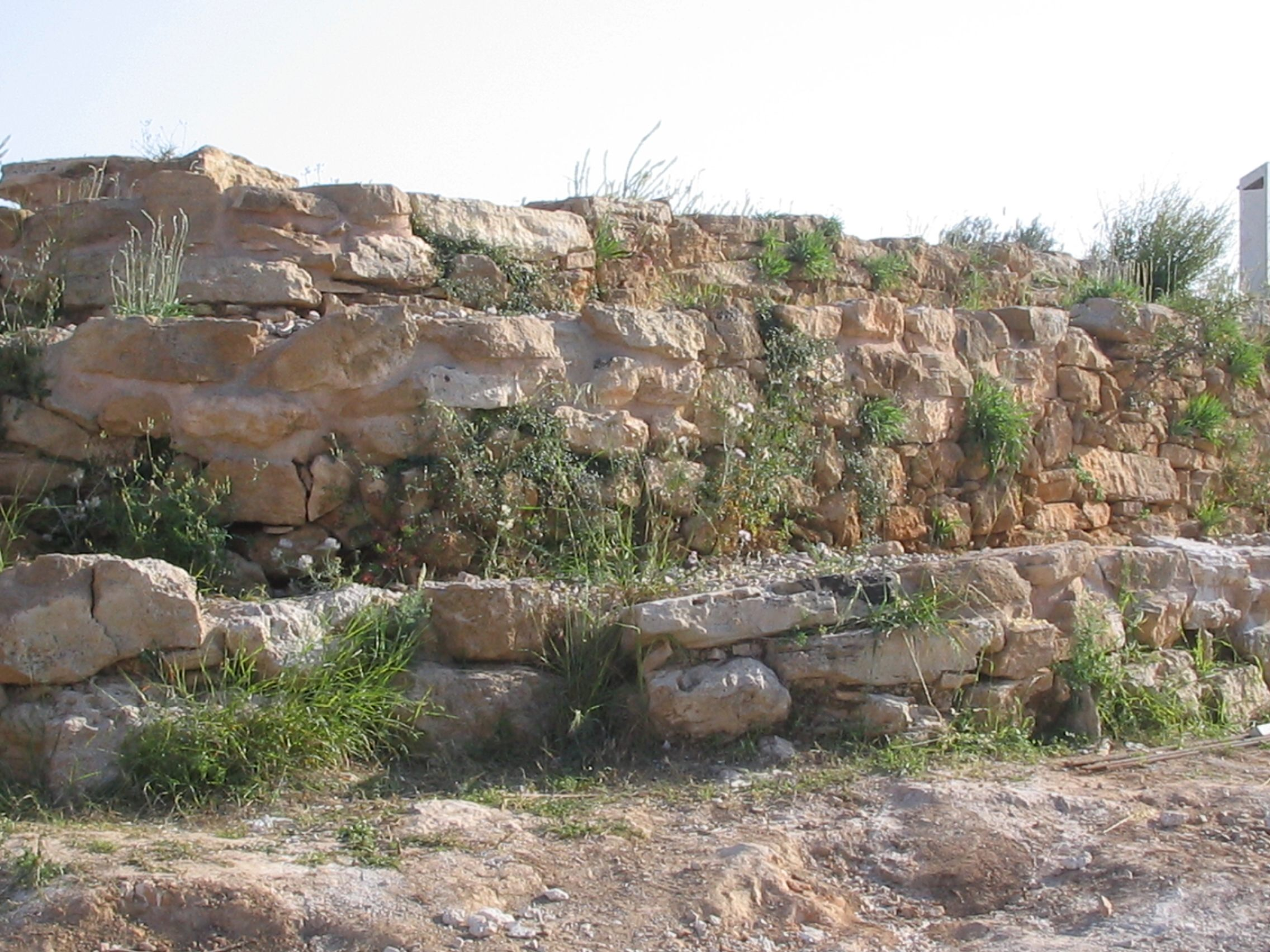
Túmulo situado en la urbanización Son Ferrer a dos kilómetros de distancia campo a través.

El yacimiento del Puig de Sa Morisca es un conjunto de diferentes estructuras situadas principalmente en una pequeña elevación montañosa que se encuentra situada en la localidad turística de Santa Ponsa, núcleo de población del municipio español de Calviá. (Mallorca). Desde el 2002, la colina es preservada como parque arqueológico, adaptado y abierto al público por la consejería de turismo del gobierno balear y el ayuntamiento del municipio para el disfrute de turistas y visitantes. Cuenta con una extensión de 35 hectáreas. En la cumbre de la colina se encuentran los restos de un talayot circular de nueve metros de diámetro que, al mismo tiempo, presenta unos murallones discontinuos que defienden los puntos de acceso más vulnerables. Existen restos de un conjunto de habitaciones de indeterminado número que se extienden al pie de la colina, junto a un murallón ciclópeo que formaba un segundo recinto defensivo.
Aunque el origen del asentamiento no es preciso, muchos arqueólogos piensan que pertenece a la Edad de Hierro (durante el periodo talayótico inicial) y que especialmente fue habitada entre el  año 800 a. C. hasta 123 d. C. cuando se llevó a cabo la conquista de la isla por el Imperio Romano. Es probable que, durante el recorrido hacia la capital de la isla, las tropas de Jaime I ocupasen la cima de este monte como primer objetivo militar, ya que desde este montículo se controla una amplia zona. En el mismo lugar, un equipo de arqueólogos descubrió en 2008, en un contexto del siglo XIII, un pequeño escudo de metal con un blasón que se estima de los caballeros Togores, junto a otros restos musulmanes.
En un radio de diez kilómetros se han localizado más de quince yacimientos, nueve restos arquitectónicos de interés etnológico y una amplia representación de comunidades vegetales presentes en el archipiélago Balear. Desde la cima de la montaña se divisa una amplia vista panorámica lo cual explica la elección del lugar por sus antiguos pobladores. Además, se encuentra rodeado por un pequeño bosque de tipo mediterráneo de pinos (Pinus halepensis) y de un sotabosque formado por matas (Pistacia lentiscus), guirnalda (Lavandula dentata), estepa blanca (Cistus albinus) y botja de cuques (Anthyllis cytisoides).
En la urbanización Son Ferrer, (unos dos kilómetros campo a través) se encuentran los restos de un túmulo (o turriforme escalonado) y también de una cueva sepulcral de unos seis metros de largo. Así mismo, en el bosque entre el golf de Santa Ponsa y Son Ferrer, existen restos de un poblado de navetiformes.

## Localización y accesos

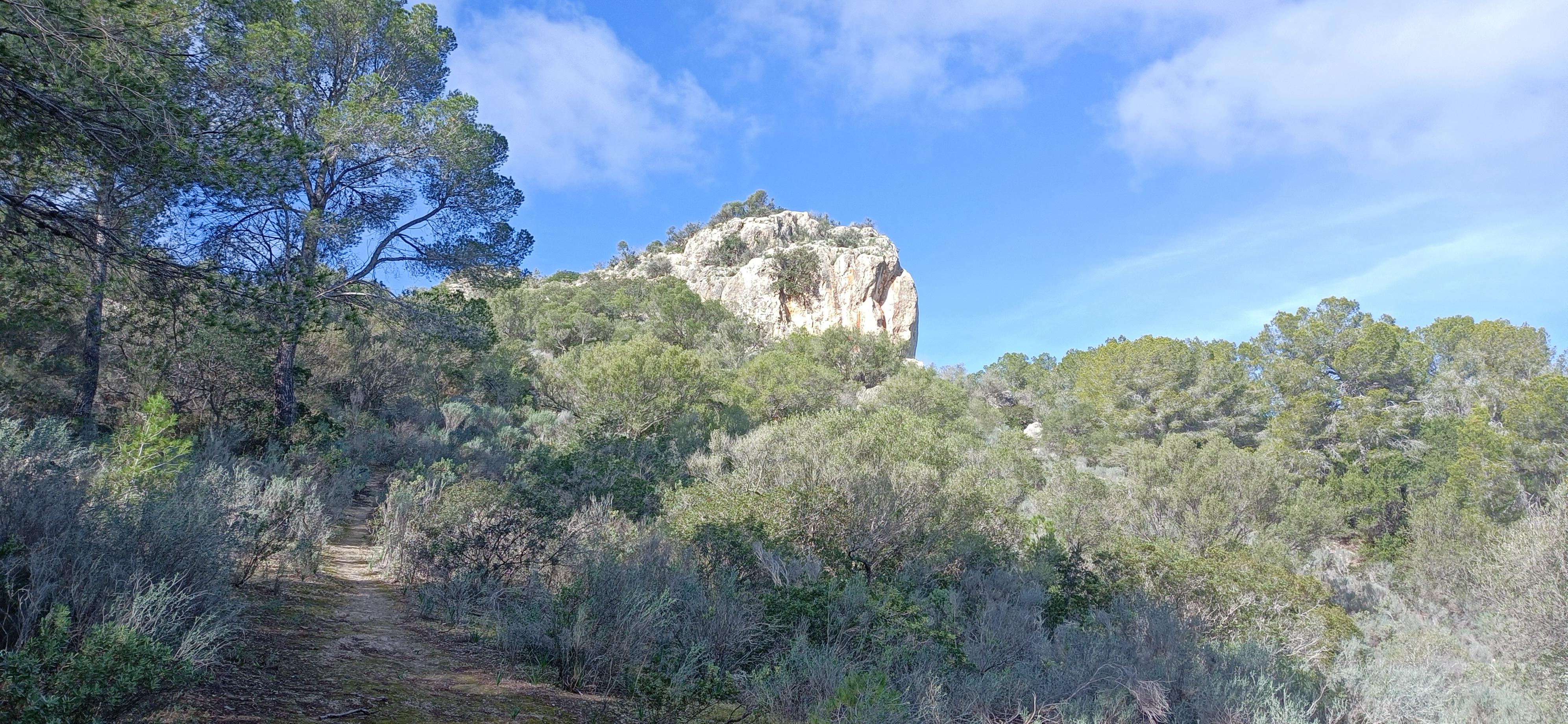
pico rocoso en el Puig de Sa Morisca

El Parque Arqueológico del Puig de Sa Morisca está situado en la parte este de la Bahía de Santa Ponsa, al oeste de la isla balear de Mallorca, con unas coordenadas 455500 N, 4373400, 123 E. De las 45 hectáreas que se compone el territorio, 35 son de titularidad municipal.  
Está formado por diferentes accidentes geográficos naturales, destacando su elevación más alta; la cima del Puig de Sa Morisca de 119 [[metros sobre el nivel del mar|m s. n. m.]]. Desde su cima se obtiene gran dominio visual sobre una amplia zona del término municipal de Calviá, tal como la propia bahía, la llanura de Santa Ponsa, y pequeñas cadenas montañosas: el  puig d’en Saragossa, Puig de sa Celleta y el turó de s’Era.
Al estar posicionado en una zona con una gran actividad turística, hace que esté muy bien comunicado, no solo con los territorios del mismo término municipal, sino también con otros puntos turísticos como Alcudia, El Arenal o toda la zona del levante. Las vías de comunicación más importantes a nivel comarcal para poder acceder, no solo al yacimiento, sino también a la zona residencial, turística y escolar de Calviá, son aquellas que comunican con la autopista de ponente PM y la carretera de Palma de Mallorca al Puerto de Andrach C-719.